# Mingshan Shuiku
Mingshan Shuiku är en reservoar i Kina. Den ligger i provinsen Hubei, i den centrala delen av landet, omkring 92 kilometer nordost om provinshuvudstaden Wuhan. Mingshan Shuiku ligger 90 meter över havet. Arean är 7,9 kvadratkilometer. I omgivningarna runt Mingshan Shuiku växer huvudsakligen savannskog. Den sträcker sig 3,4 kilometer i nord-sydlig riktning, och 7,7 kilometer i öst-västlig riktning.
Genomsnittlig årsnederbörd är 1 868 millimeter. Den regnigaste månaden är juli, med i genomsnitt 305 mm nederbörd, och den torraste är januari, med 48 mm nederbörd.